# ولادیمیر بروختی
ولادیمیر بروختی (روسی: Владимир Петрович Брухтий؛ ۱۱ ژوئن ۱۹۴۵ – ۱۶ ژوئیهٔ ۲۰۰۴) بازیکن فوتبال اهل اتحاد جماهیر شوروی بود.
از باشگاه‌هایی که در آن بازی کرده است می‌توان به باشگاه فوتبال نفتچی باکو اشاره کرد.